# Provincia New York
Provincia New York, conform originalului din engleză, [The] Province of New York (1664 - 1776) (în neerlandeză, Provincie New York) a rezultat ca o capturare de către Regatul Angliei, a ceea ce fusese colonia Republicii olandeze cunoscută sub numele de Provincie Nieuw-Nederland, care includea în întregime actualul stat american New York.
Inițial, dimensiunea teritoriului provinciei cuprindea actualele state New Jersey, Delaware și Vermont, la care se adăugaseră porțiuni ale actualelor state Connecticut, Massachusetts și Maine. Provincia New York era considerată una din Coloniile de mijloc (conform originalului, Middle Colonies).  După ce colonia fusese câștigată de la olandezi, a fost redenumită în 1664 după James, Duce de York, fratele lui Charles al II-lea al Angliei.
Adunarea legislativă New York Provincial Congress, care s-a declarat însăși ca fiind guvernul de facto al provinciei, la 22 mai 1775, a folosit pentru prima dată denominarea "State of New York" în 1776, ratificând constituția entității statale, New York State Constitution, în anul 1777.
După recucerirea de către britanici a orașului New York City, în timpul Războiului de independență al Statelor Unite, aceștia au folosit orașul și facilitățile acestuia ca bază a operațiilor lor militare și politice din America de Nord. În ciuda existenței unui guvernator britanic în oficiu, majoritatea provinciei a fost recucerită de Patrioți. Pretențiile britanicilor asupra oricăror părți a provinciei și apoi a statului New York au încetat odată cu semnarea Tratatului de la Paris din 1783.

## Geografie

### Comitate
Provincia New York a fost împărțită în 12 comitate la 1 noiembrie 1683.

## Demografie
| An   | Populație |
| ---- | --------- |
| 1664 | 10.000    |
| 1688 | 20.000    |
| 1698 | 18.067    |
| 1715 | 31.000    |
| 1723 | 40.564    |
| 1731 | 50.289    |
| 1749 | 73.448    |
| 1756 | 96.775    |
| 1774 | 182.251   |